# Ринго, Джон
Джон Ринго (англ. John Ringo; род. 22 марта 1963 года) — американский писатель, пишущий в жанре военной научной фантастики.

## Биография
Джон Ринго родился 22 марта 1963 года. Он изучал морскую биологию, но по финансовым причинам работал специалистом по контролю качества управления баз данных. На тот момент, когда он окончил школу он уже побывал в 23 странах и потому был знаком с обычаями и культурой других стран. Этот опыт и знания пригодились, когда он стал профессиональным писателем.